# Massaranduba (Santa Catarina)
Pour les articles homonymes, voir Massaranduba.
Massaranduba est une ville brésilienne du nord de l'État de Santa Catarina.

## Généralités
Le nom de Massaranduba vient d'une certaine espèce d'arbre de couleur rose qui existait dans la région. Elle est connue comme la capitale du riz de l'État de Santa Catarina.
La ville occupe le 3e rang au classement des municipalités du pays en ce qui concerne l'indice de développement humain (IDH).

## Géographie
Massaranduba se situe à une latitude de 26° 36′ 38″ sud et à une longitude de 49° 00′ 30″ ouest, à une altitude de 38 mètres.
Sa population était de 14 668 habitants au recensement de 2010. La municipalité s'étend sur 373 km2.
Elle fait partie de la microrégion de Joinville, dans la mésorégion Nord de Santa Catarina.

## Histoire
La colonisation de Massaranduba reste un mystère. On sait seulement que, autour de 1870, les premiers immigrants allemands s'installent dans la région de Campinha et de Patrimônio. Quelques années plus tard arrivent des immigrants polonais.

## Administration
Lors de sa première émancipation, en 1948, la municipalité a été dirigée par José Cordeiro.
Elle fut ensuite intégrée en tant que district à la municipalité de Guaramirim en 1949.
Depuis son émancipation définitive de la municipalité de Guaramirim en 1961, Massaranduba a successivement été dirigée par :
- Ricardo Witte - 1961
- Emílio Manke Júnior - 1962 à 1965
- Fritz Paul Techentin - 1965 à 1966
- Irineu Manke - 1967 à 1968
- Ivo Bramorski - 1969 à 1972
- Zeferino Kuklinski - 1973 à 1976
- Dávio Leu - 1977 à 1982
- Zeferino Kuklinski - 1983 à 1988
- Dávio Leu - 1989 à 1992
- Odenir Deretti - 1993 à 1996
- Mário Sasse - 1997 à 2000
- Dávio Leu - 2001 à 2008
- Mário Fernando Reinke - 2009 à aujourd'hui

## Villes voisines
Massaranduba est voisine des municipalités (municípios) suivantes :
- Jaraguá do Sul
- Guaramirim
- São João do Itaperiú
- Luiz Alves
- Gaspar
- Blumenau